# Michel Jean-Baptiste Adolphe
Michel Jean-Baptiste Adolphe, né le 28 décembre 1979 à Fort-de-France, est un joueur français de basket-ball. Il évolue au poste de pivot (2,06 m pour 111 kg).

## Biographie
Né en Martinique, il a d'abord été ébéniste avant de découvrir le basket-ball à l'âge de 20 ans au club d'Avenir 2000.
Il est passé en deux ans de la Nationale 1 (à Liévin) à la Pro A, même si le Paris-Levallois Basket a été relégué cette année.
Le 8 octobre 2020, il est condamné à 2 ans de prison avec sursis par le tribunal de Boulogne-sur-Mer pour atteinte sexuelle sur une mineure de 14 ans.

## Clubs successifs
- 2000-2004 :  Avenir 2000 (Guadeloupe)
- 2004-2006 :  Liévin Basket 62 (NM1)
- 2006-2007 :  Levallois Sporting Club Basket (Pro B)
- 2007-2010 :  Paris-Levallois Basket (Pro A, puis Pro B, puis Pro A)
- 2010-2014 :  Élan sportif chalonnais (Pro A)
- 2014-2015 :  Paris-Levallois Basket (Pro A)
- 2015-2016 :  Saint Thomas Basket Le Havre (Pro A)
- 2016-2020 :  SOMB Boulogne-sur-Mer (Pro B puis NM1)
- Depuis 2020 :  Union Tours Basket Métropole (NM1)

## Palmarès
- Champion de France en 2012[3].
- Vainqueur de la Coupe de France 2011[4] et 2012[5].
- Vainqueur de la Semaine des As 2012[6].
- Finaliste de l'EuroChallenge 2012[7].
- Finaliste de la Leaders Cup de Pro B 2017
- Médaille d'argent au Championnat du monde de basket-ball 3×3 2012 en Grèce